# Capela de Santa Maria Rainha da Paz
A Capela de Santa Maria Rainha da Paz (em castelhano:  Capilla de Santa María Reina de la Paz) é um templo católico localizado em Villa Las Estrelas, no Território Antártico Chileno, na comuna chilena de Antártica, dentro da Região de Magalhães e da Antártica Chilena, aproximadamente a 1580 km de Punta Arenas. O templo basicamente é um grande contêiner de metal, modificado de tal forma que se assemelhe a um templo comum, cujo interior possui eletricidade e um sistema de calefação adequado.  As cerimónias religiosas são realizadas por um diácono, que vive permanentemente na vila.
A capela é relativamente nova, existindo esta desde finais do século XX. Atualmente a capela é o templo católico mais austral do Chile, e um dos mais austrais do planeta. Ademais é um dos sete templos cristãos na Antártica, os únicos lugares de culto religioso neste continente.
O templo faz parte do Bispado Castrense do Chile.